# Stenzel Bornbach
Stenzel Bornbach także Stanisław Bornbach i Stanislaus Bornbach (Burbach; ur. 14 stycznia 1530 r. w Warszawie; zm. 27 marca 1597 r. w Gdańsku) – prawnik, historyk, kronikarz

## Życiorys
Jego rodzicami byli Jerzy Bornbach (18.10.1494 - 02.06.1544), burmistrz Warszawy i Jadwiga z d. Krossin. W 1541 roku rozpoczął naukę w gimnazjum we Wrocławiu. Od roku 1545 studiował w Wittenberdze na uniwersytecie. Po ukończeniu studiów odbywał podróże po Niemczech, Francji, Holandii, Brabancji. W 1555 roku zamieszkał w Gdańsku, mieście rodzinnym matki. 3 maja 1556 roku poślubił tam córkę rajcy Elisabeth Beyer. Małżeństwo doczekało się siedmiorga dzieci. Rok później Stenzel otrzymał obywatelstwo miejskie. Od 1561 r. pełnił funkcję zwierzchnika Szpitala św. Gertrudy. W 1570 r. został członkiem Trzeciego Ordynku - reprezentacji pospólstwa we władzach miejskich Gdańska. W 1571 r. objął stanowisko pisarza w Wielkim Młynie, na którym gromadził dokumenty dotyczące historii Gdańska.
S. Bornbach podjął się badań nad historią Gdańska. Gromadząc dokumenty i kroniki, opracował historię buntu gdańskiego w latach 1522–1526 ("Historia vom Auffruhr zu Dantzig welcher sich angefangen hatt Anno 1522 und ist durch Königl[iche] Maj[estät] von Pohlen Anno 1526 gestillet mit allem Fleiss beschrieben durch Stenzel Bornbach [...]"). Był autorem Kroniki Weinreicha,  kroniki Prus w wersjach krótszej i obszernej (Cronica des Landes zu Preussen), dzienników wojennych w 1577 (Kriegs-Journal de Anno 1577, wyd. 1904). Jego dorobek naukowy obejmował także siedmiotomowy zbiór recesów zjazdów krajowych i hanzeatyckich w latach 1374–1524 (Sammlung von Preußischen Landtags- und Hansa-Recessen). W swoich badaniach skupił się również na genealogii gdańskich rodzin patrycjuszowskich (Collectanea Genealogica Prussica). Opisał wojnę Rzeczypospolitej z Gdańskiem 1576-1577 w dziele „Geschichte des Krieges zwischen dem Königs Stephano und der Stadt Dantzig Ao 1577” wznowionym przez wydawnictwo W. Behringa w Elblągu (1904-1905).
Większość rękopisów gdańskiego historyka (w oryginale lub odpisach) znajduje się w zbiorach Biblioteki Gdańskiej PAN i w Archiwum Państwowym w Gdańsku.
Zgromadzony przez niego zbiór dokumentów obejmował 40 tomów i stanowił źródło wiedzy dla późniejszych historyków Gdańska.

## Publikacje zdigitalizowane
- Materiały historyczne do sprawy burmistrza Gdańska Eberharta Ferbera i rozruchów gdańskich (rękopis);[7]
- Historia vom Auffruhr zu Dantzig welcher sich angefangen hatt Anno 1522 und ist durch Königl[iche] Maj[estät] von Pohlen Anno 1526 gestillet mit allem Fleiss beschrieben durch Stenzel Bornbach [...];
- Stenzel Bornbachs Kriegstagebuch von 1577, T. 1;[8]
- Kroniki i materiały historyczne do dziejów Gdańska w XVI-XVII w[9].